# ضمجيات
بق النبات أو الضمجيات أو فصيلة ميريدي (الاسم العلمي Miridae)، هي فصيلة حشرات من رتبة نصفيات الأجنحة. وتضم أكثر من 10,000 نوع، وهي أكبر فصائل البق الحقيقي.